# Кулотунга Чола II
Кулотунга Чола II — південноіндійський тамільський правитель з династії Чола. Успадкував престол від свого батька Віккрами Чоола, який 1133 зробив його своїм спадкоємцем і співправителем.
Часи правління Кулотунги Чола II позначились миром та стабільністю. Історики не зафіксували жодного збройного конфлікту у той період, якщо не рахувати втрату контролю над територіями, відвойованими Східними Чалук'ями, які здобув Віккрама Чола.